# Stratégies génériques de Porter
Pour les articles homonymes, voir Porter.

La matrice de Porter dans une version apocryphe.

Les stratégies génériques sont les différentes stratégies concurrentielles (business strategies) qu'une entreprise peut déployer sur chacun de ses Domaines d'Activité Stratégique (DAS) afin d'y obtenir un avantage concurrentiel.
Elles ont été proposées par Michael Porter, professeur de stratégie d'entreprise à l'Université Harvard en 1980.
Selon lui, un avantage concurrentiel doit être décisif, durable et défendable : cet avantage ne doit pas pouvoir être ni copié, ni substitué, ni érodé par l'action des concurrents, ni rendu obsolète par les évolutions technologiques, réglementaires ou économiques de l'environnement.

## Les trois stratégies génériques
D'après Porter, une entreprise, pour chacun de ses Domaines d'Activité Stratégique (DAS), peut opter pour l'une des 4 stratégies suivantes issues d'une matrice 2 x 2 :
|                       |               | Coûts moins élevés                            | Différenciation                               |
| --------------------- | ------------- | --------------------------------------------- | --------------------------------------------- |
| . CHAMP CONCURRENTIEL | Cible large   | 1. Domination par les coûts                   | 2. Différenciation                            |
| . CHAMP CONCURRENTIEL | Cible étroite | 3A. Focalisation fondée sur des coûts réduits | 3B.Focalisation fondée sur la différenciation |

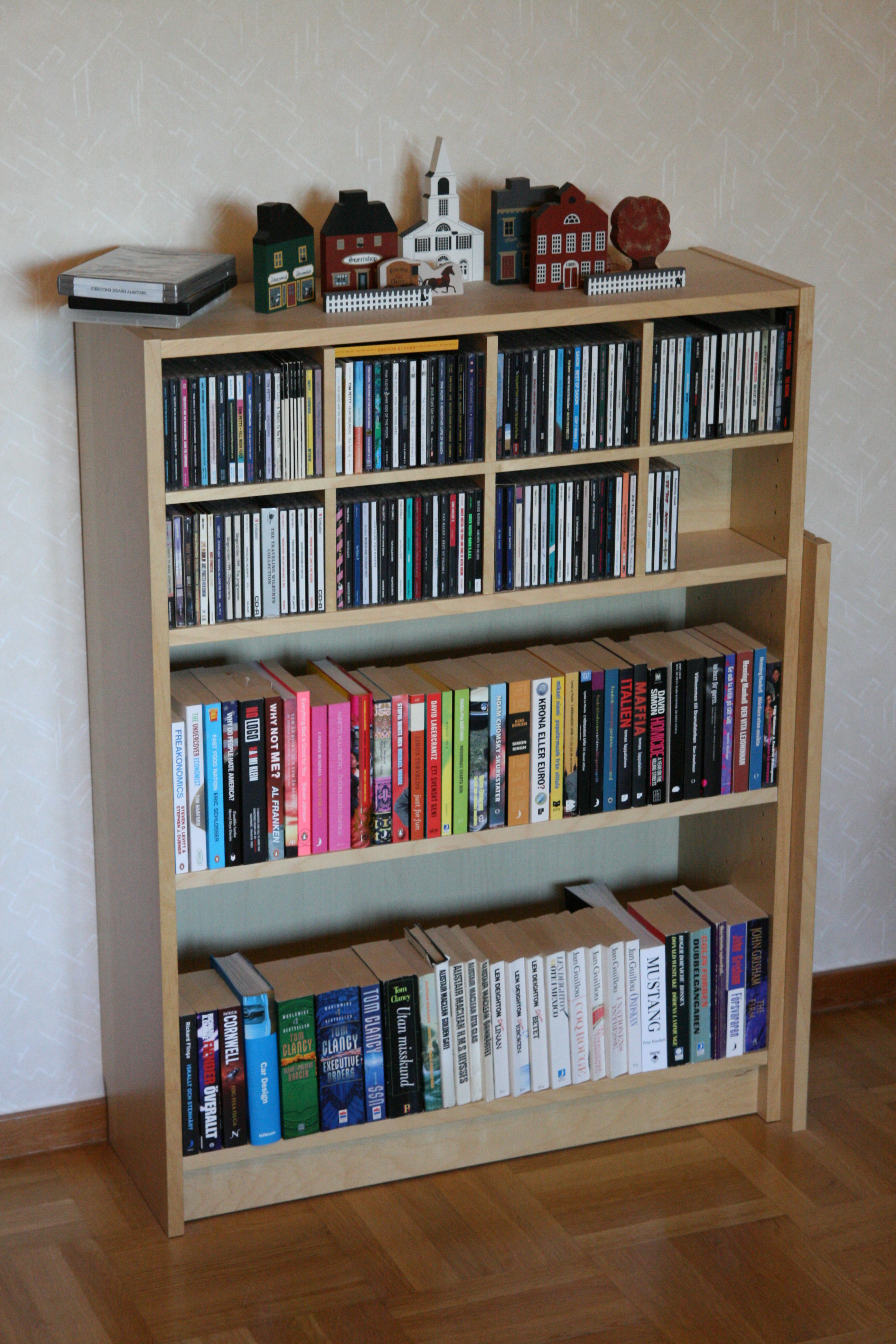
Domination par les coûts Une bibliothèque Billy d'Ikea En blanc : 25 €. Plaquée noir ou chêne : 49 €.
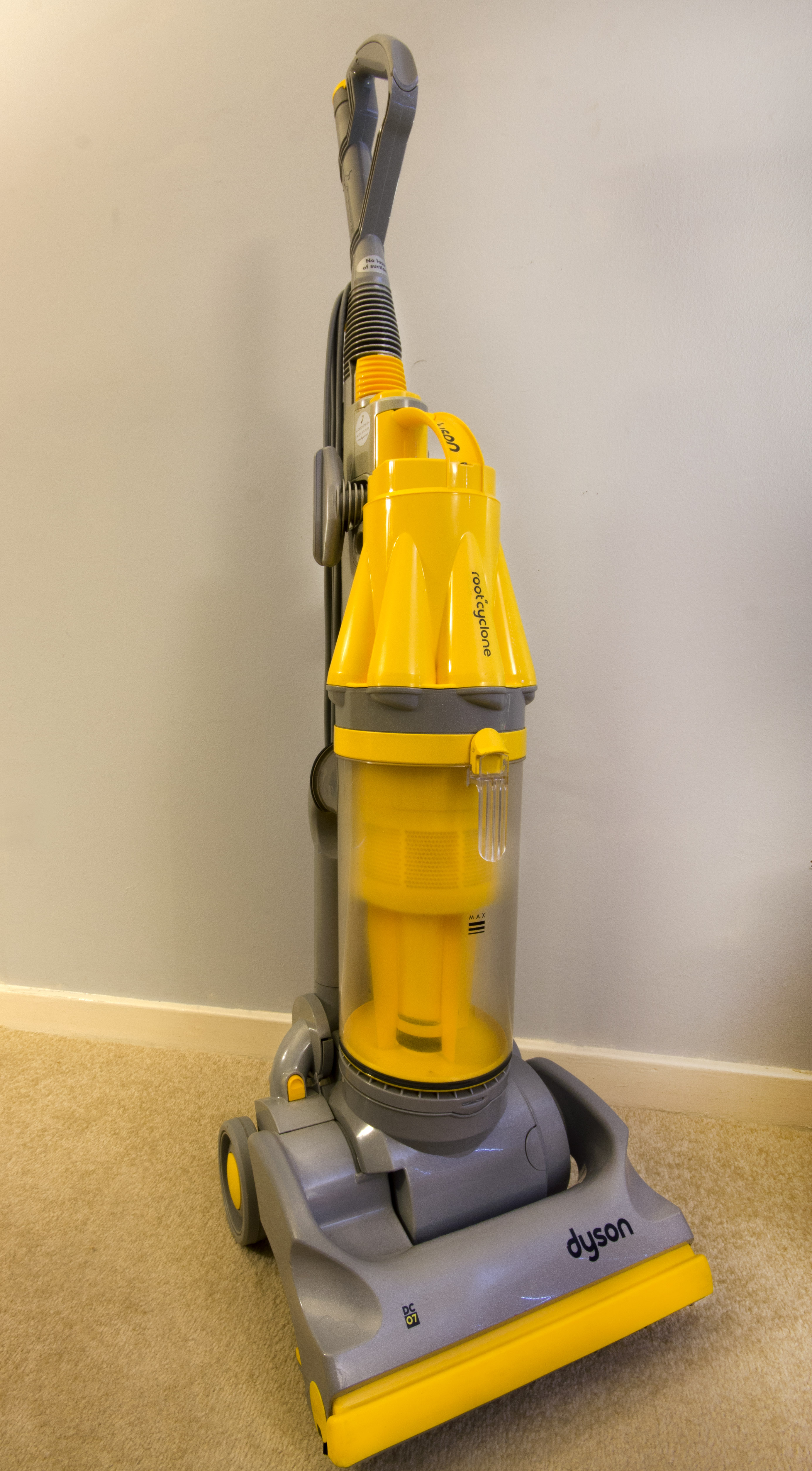
Différenciation L'aspirateur sans sac Ici, un Dyson DCO7.
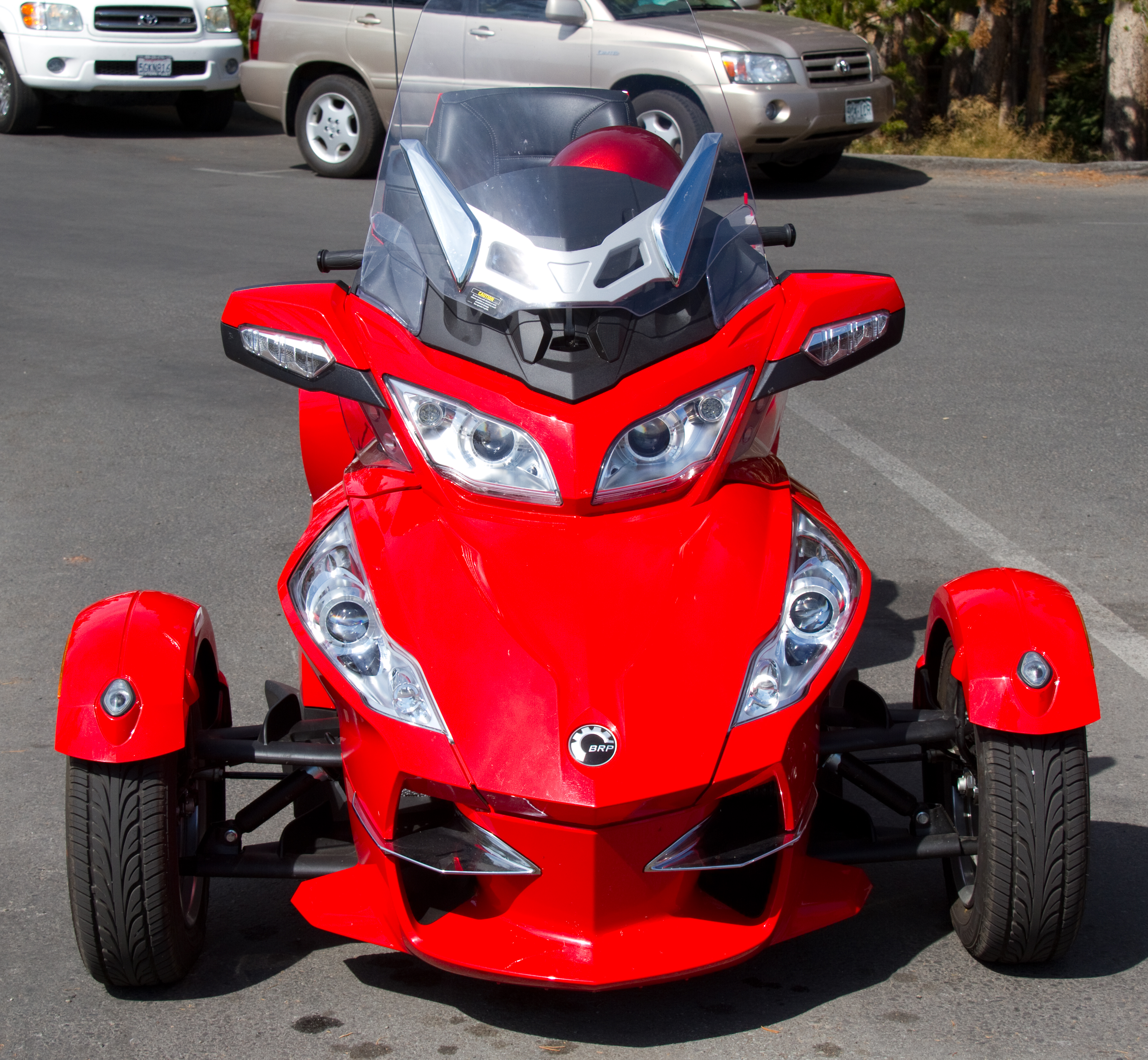
Focalisation ou stratégie de niche Le tricycle à moteur (trike) ici un Can-Am Spyder de BRP.

L'entreprise doit déployer une (et une seule) de ces 4 stratégies sur chacun de ses Domaines d'Activité Stratégique (DAS) et chercher à développer ainsi son avantage concurrentiel.

### La stratégie de domination par les coûts
La stratégie de domination par les coûts consiste à proposer une offre dont le coût est inférieur à celui des concurrents, ce qui permet de réduire les prix et donc d'accroître la part de marché.
Il est important de noter que si la méthode de réduction des coûts utilisée est imitable par les concurrents, elle ne procure pas de véritable avantage.
La réduction de coût s'obtient par exemple en optimisant les différentes étapes de la chaîne de valeur, en s'appuyant sur l'effet d'expérience (baisse du coût unitaire marginal avec l'augmentation du volume cumulé de production, obtenue notamment par les économies d'échelle ou l'effet d'apprentissage) ou en jouant sur la taille afin de mieux négocier auprès des fournisseurs, sur une innovation de rupture, un nouveau modèle économique, etc.
Lorsqu'elle s'appuie sur l'effet d'expérience, la stratégie de domination par les coûts est appelée stratégie de volume.

### La stratégie de différenciation
Il s'agit ici de proposer une offre ayant des caractéristiques différentes de celle de la concurrence.
Il existe deux types de différenciations :
- la différenciation vers le haut ou sophistication, qui consiste à proposer une offre plus élaborée que l'offre de référence, mais à la vendre à un prix plus élevé. L'idéal consiste à augmenter le prix plus que le coût, afin de générer un profit supérieur. C'est le positionnement adopté notamment par Apple, BMW ou Häagen-Dazs.

- la différenciation vers le bas ou épuration, qui consiste au contraire à proposer une offre moins élaborée que l'offre de référence, mais à la vendre à un prix moins élevé. L'idéal consiste alors à réduire le coût plus que le prix, afin de générer un profit supérieur. C'est le positionnement adopté notamment par Bic, Ikea ou Ryanair. La différenciation vers le bas ne doit pas être confondue avec la stratégie de coût. En effet, la première se traduit par une diminution de la valeur de l'offre et de son prix, alors que la seconde n'entraîne qu'une diminution du prix (mais un maintien de la valeur).

### La stratégie de focalisation
Cette stratégie consiste à centrer l'essentiel de ses efforts sur un segment de marché de petite taille, afin d'éviter l'affrontement avec les plus puissants concurrents. On parle alors également de "stratégie de niche". Cela conduit à choisir sur ce créneau une stratégie de domination par les coûts ou de différenciation,. C'est le positionnement adopté notamment par Vertu (smartphones de luxe), par Meccamo (carburants pour modélisme) ou par Recisio (production de musique pour karaoke).

## Critique des stratégies génériques de Porter
On reproche à des stratégies aussi tranchées le manque de prise en compte des cas spécifiques, une certaine rigidité, et diverses limitations.

### L'enlisement dans la voie médiane
Selon Porter, l'entreprise doit choisir une (et une seule) des trois stratégies génériques (pour chacun de ses Domaines d'Activité Stratégique) et faire en sorte d'en optimiser sa maîtrise pour développer un réel avantage concurrentiel. Sinon, elle risque d'être en position de "Stuck in the Middle", coincée entre le volume et la différenciation.
Cependant, il existe des exemples d'entreprises ayant pratiqué de manière viable une stratégie inspirée à la fois du volume et de la différenciation (notamment Citroën dans des années 1950 à 1970). Le "Stuck in the Middle" ne serait donc pas systématique.
Par ailleurs, les différents Domaines d'Activité Stratégique d'une même entreprise peuvent tout à fait adopter des stratégies génériques distinctes. C'est le cas par exemple du groupe Volkswagen, qui pratique une stratégie de différenciation vers le haut avec Audi, de prix avec Skoda ou Seat et de focalisation avec Bentley, Porsche ou Lamborghini. A condition d'en avoir les compétences, une entreprise peut investir l'argent gagné grâce à la domination par les coûts dans un de ses DAS afin de déployer une stratégie de différenciation sur un autre DAS.

### Problèmes de la domination par les coûts
- Les concurrents chercheront eux aussi à réduire leurs coûts, ce qui peut éroder l'avantage et surtout les marges.
- La part de marché de l'entreprise n'est pas toujours un gage de pérennité, ni un critère de réussite : il existe un risque de vente à perte.
- Par définition, la stratégie de prix n'est en général pas applicable par toutes les entreprises du secteur.
- Elle peut impliquer une grande capacité d'investissement.
- Il faut être capable de capitaliser l'effet d'expérience, or celui-ci peut être détruit par des innovations de procédé.

### Problèmes de la différenciation
- Si une différenciation est particulièrement pertinente, les concurrents chercheront nécessairement à l'imiter, ce qui réduit de fait l'avantage.
- Réciproquement, un DAS peut se retrouver différencié de manière involontaire, lorsque l'offre de référence sur son marché s'est déplacée. C'est par exemple ce qui est arrivé à Carrefour au cours des années 2000 : le succès de concurrents tels que Lidl ou Aldi a déplacé l'offre de référence de la grande distribution en Europe vers le bas, positionnant de fait Carrefour en différenciation vers le haut[7].

### Problèmes de la focalisation
- La différence théorique entre les deux types de stratégies de focalisations (fondée sur les coûts ou fondée sur la différenciation) est en pratique peu pertinente sur un marché de taille réduite.
- En revanche, il existe des focalisations fondées sur une différenciation vers le haut exacerbée (produits de luxe, par exemple une chambre dans un palace ou une Ferrari) et réciproquement des focalisations fondées sur une différenciation vers le bas exacerbée (produits extrêmement bas de gamme, par exemple une chambre dans un hôtel Formule 1 ou une Tata Nano).